# Bud Collins
Arthur Worth "Bud" Collins, Jr. (Lima (Ohio), 17 de junho de 1929 - Brookline, 4 de março de 2016) foi um jornalista e apresentador estadunidense, melhor conhecido por comentários sobre tênis. Collins também foi um tenista, com bons resultados em duplas e mistas.

## Livros
- Laver, Rod; Bud Collins (1971). The Education of a Tennis Player. [S.l.]: Simon & Schuster. ISBN 0-671-20902-7
- Collins, Bud; Rod Laver (1973). Rod Laver's Tennis Digest. [S.l.]: Follett. ISBN 0-695-80387-5
- Goolagong, Evonne; Bud Collins (1975). Evonne! On the Move. [S.l.]: Dutton. ISBN 0-525-10115-2
- Collins, Bud; Zander Hollander (1980). Bud Collins' Modern Encyclopedia of Tennis. [S.l.]: Doubleday. ISBN 0-385-13093-7
- Collins, Bud (1989). My Life with the Pros. [S.l.]: E.P. Dutton. ISBN 0-525-24659-2
- Collins, Bud; Zander Hollander (1994). Bud Collins' Modern Encyclopedia of Tennis. [S.l.]: Gale Research. ISBN 0-8103-8988-6
- Collins, Bud; Zander Hollander (1997). Bud Collins' Tennis Encyclopedia 3rd ed. [S.l.]: Visible Ink Press. ISBN 1-57859-000-0
- Collins, Bud; Zander Hollander (1998). Bud Collins' Tennis Encyclopedia. [S.l.]: Gale. ISBN 1-57859-086-8
- Collins, Bud (2003). Total Tennis: The Ultimate Tennis Encyclopedia. [S.l.]: Sports Media Pub. ISBN 0-9731443-4-3
- Collins, Bud (2008). History of Tennis: An Authoritative Encyclopaedia and Record Book. [S.l.]: New Chapter Press. ISBN 978-0942257700